# وست‌چستر (آیووا)
وست‌چستر (به انگلیسی: West Chester) شهری در ایالت آیووا کشور ایالات متحده آمریکا است که جمعیت آن در سرشماری سال ۲۰۱۰ میلادی، ۱۴۶ نفر بوده‌است.